# Croton thermarum
Espèce
Croton thermarum est une espèce de plantes à fleurs du genre Croton et de la famille des Euphorbiaceae, présente du Brésil (Maranhão) jusqu'en Argentine (Misiones).
Il a pour synonyme :
- Oxydectes thermarum, (Müll.Arg.) Kuntze